# 中瀬拙夫

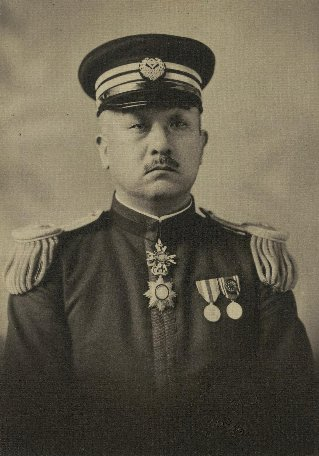
中瀬拙夫

中瀬 拙夫（なかせ せつお、1884年（明治17年）6月10日 – 1969年（昭和44年）3月19日）は、衆議院議員。台湾総督府官僚。

## 経歴
長崎県出身。1914年（大正3年）、東京帝国大学法科大学独法科を卒業し、高等文官試験に合格。台湾総督府属、同事務官、林務課長心得、庶務課長、糖務課長、商工課長、特産課長を歴任し、台中陳列館館長、茶検査所所長、台湾茶共同販売所理事長を兼ねた。その後、専売局長、台北州知事、殖産局長を務めた。
1942年（昭和17年）、第21回衆議院議員総選挙に翼賛政治体制協議会の推薦を受け出馬し、当選を果たした。戦後、公職追放となり、1951年（昭和26年）追放解除となった。
アルコール輸送株式会社取締役、日本糖業連合会常務理事、全国産業団体連合会理事、食用糖蜜需給調整協議会会長、東亜経済懇談会参与を務め、さらに日研化工株式会社会長、第一醸造株式会社会長、知床鉱業株式会社社長となった。